# Östfronten under första världskriget
Östfronten var en krigsskådeplats i Central- och Östeuropa under första världskriget, där främst Österrike-Ungern och Tyskland var i front mot Ryssland. Termen är i kontrast till västfronten, men trots den geografiska åtskillnaden påverkade händelserna på de båda fronterna varandra i hög grad.

## Uppmarschen
Den tyska krigsplanen för Ostfronten byggde i hög grad på en underskattning av den ryska militära kapaciteten. Schlieffenplanen baserades på att det skulle ta minst sex veckor innan de ryska trupperna hunnit mobiliseras och föras fram till gränsen.
Till Ostpreussens försvar mot den väntade ryska invasionen bildade de i denna del av riket förlagda tre armékårer jämte reservkårer, lantvärnstrupper och fästningsbesättningar den 8:e armén med omkring 200 000 man, under befäl av generalöverste Max von Prittwitz. Denna armé uppmarscherade i början av augusti 1914 med dels en del i linjen Soldau-Ortelsburg vid gränsen mot Polen, dels en del vid Insterburg med front mot Litauen och resten som strategisk reserv och omedelbart gränsskydd. Östra gränsens försvar i övrigt anförtroddes åt lantvärns- och landstormsavdelningar. I övre Schlesien sammandrogs två lantvärnsfördelningar med flera trupper (omkring 40 000 man) till en lantvärnskår under general von Woyrsch. Redan 2 augusti överskred kosackpatruller gränsen till Ostpreussen norr om Osovets, och den 4 augusti ryckte tyskt kavalleri in i Ryssland öster om Eydtkuhnen (efter andra världskriget på ryska Tjernysjevskoje) i Kaliningrad.
I enlighet med den österrikiska krigsplanen, som avsåg att inbryta i Polen mellan Weichsel och Västra Bug för att slå därvarande stridskrafter innan de hunnit samlas, allt under det en svagare grupp i trakten av Lemberg skyddade österrikiska Galizien, bildades följande arméer, som 8-14 augusti samlades på nedanstående platser: 
- 1:a armén (Viktor von Dankl), 140 000 man, vid nedre San;
- 4:e armén (Moritz Auffenberg von Komaróv), 140 000 man, vid mellersta San (omkring Jaroslav);
- 3:e armén (von Brudermann), 150 000 man, vid Lemberg med kavalleriet (3-4 kavallerifördelningar) framskjutet till Brody;
- Hermann Kövess arméavdelning, avsedd att ingå i 2:a armén, 100 000 man, framför Karpaterpassen i linjen Stryj-Stanislau samt
- lantvärns- och landstormsavdelningar på yttersta högra flygeln vid Horodenka (nordöst om Kolomea) och Czernowitz (i Bukovina).

Vänstra flygeln tryggades dels av kåren von Kummer, 15 000 man, vid Kraków, dels av den nämnda lantvärnskåren Woyrsch, som från Schlesien ryckt in i Polen väster om Kielce. I operationsplanen ingick även en offensiv mot Serbien, vilken skulle utföras av 2:a, 5:e och 6:e arméerna, tillsammans 280 000 man, vilka sammandrogs på gränsen mot nämnda land. Genom att 3 arméer av österrikiska hären sändes mot Serbien, splittrades krafterna, så att fronten i östra Galizien (mot Ivanov) blev för svag. Högste befälhavare blev ärkehertig Fredrik med general Franz Conrad von Hötzendorf som generalstabschef (och verklig ledare av operationerna).
Den österrikiska planen såg mycket bra ut på pappret, men krävde mycket omfattande trupptransporter. Den byggde även på avancerade avgöranden kring vilka nationaliteter som skulle sättas in på vilka frontavsnitt. Det visade sig att kommunikationssystemet överbelastades och trupprörelserna fördröjdes avsevärt. Många enheter fick marschera i dagar för att komma fram till de järnvägsstationer de beordrats, bara för att upptäcka att det där inte fanns några tåg som kunde transportera dem till fronten.
Vid krigets utbrott visade sig den ryska mobiliseringen gå mycket snabbare och möttes med större entusiasm än ryssarna själva hade förutsett, särskilt i städerna. Redan 14 augusti hade ryssarna 27 divisioner redo för strid, 21 augusti 42 divisioner. 1 september fanns 90 ryska divisioner redo i Europa samt ytterligare 20 i Kaukasus. Den snabba mobiliseringen gjorde att ryska armén ansåg sig redo att inleda två offensiver samtidigt, en mot Tyskland och en mot Österrike-Ungern.
Ryska hären bildade i överensstämmelse med krigsplanen tre armégrupper, av vilka den på högra flygeln skulle infalla i Ostpreussen och de båda övriga i Galizien. Armégrupperna, vilkas uppmarsch var fullbordad omkr. 17 augusti, hade följande sammansättning, och arméerna samlades på nedanstående platser. Högra gruppen (under befäl av general Sjilinski): 1:a armén (Paul von Rennenkampf), även kallad "Njemenarmén", 205 000 man, inom området Vilna-Kovno-Grodno och 2:a armén (Aleksander Samsonov), även kallad "Narevarmén", 205 000 man, inom området Łomża-Warszawa-Lublin. Mellersta gruppen, 500 000 man: 4:e armén (till en början under general Anton von Saltza, sedan under Evert), omkring Lublin och 5:e armén (Pavel Pleve) omkring Cholm-Kovel. Vänstra gruppen (Ivanov), 450 000 man: 3:e armén (Ruzskij), omkring Luck-Dubno, och 8:e armén (Aleksej Brusilov) omkring Proskurov. Som strategisk reserv kunde påräknas 6:e armén vid Finska viken och 7:e armén i Odessadistriktet (eventuellt avsedd mot Rumänien). Högste befälhavare var storfurst Nikolaj Nikolajevitj med general Janusjkevitj som generalstabschef. Officiellt indelades ryska hären hösten 1914 i nordvästra fronten, motsvarande "högra gruppen", under Sjilinski, och sydvästra fronten, motsvarande "mellersta" och "vänstra gruppen", under Ivanov.

## Operationerna i Ostpreussen
Operationerna i Ostpreussen kom avsevärt att försvåras på grund av konflikterna mellan 1:a och 2:a ryska arméns chefer Rennenkampf och Samsonov. En berättelse om att de skall ha hamnat i knytnävsslagsmål med varandra på järnvägsstationen i Mukden är betydligt överdriven, men de båda generalerna var bittra fiender och framförde åtskilliga klagomål på den andras beteenden under offensiven. Till skillnad från de övriga stridande arméernas ledning var den ryska på grund av kommunikationsproblemen inom armén ytterst decentraliserat, och överbefälhavaren Nikolaj Nikolajevitj hade mycket lite inflytande över krigföringen utan kunde i det närmaste i första hand skicka sina befälhavare till fronten och hoppas på det bästa.
Slaget vid Gumbinnen (19 och 20 augusti). Den över Eydtkuhnen 17 augusti i Ostpreussen infallande Njemenarmén kastade efter en hård strid tillbaka den till Stallupönen framskjutna tyska 1:a armékåren och framryckte vidare mot Gumbinnen. Där möttes den av större delen av 8:e armén, och ett slag utspann sig, som slutade med, att von Prittwitz 20 augusti - huvudsakligen på grund av Narevarméns hot mot 8:e arméns återtågsväg - gick tillbaka över Angerapp och vidare västerut. Då tyska högsta krigsledningen inte gillade arméchefens beslut att utrymma landet intill Weichsel, entledigades han den 22 augusti från befälet, och i stället utnämndes general von Hindenburg (avgången ur aktiv tjänst som armékårchef 1911) till generalöverste och chef för 8:e armén med general Ludendorff (överkvartermästare vid 2:a armén) som stabschef.
Slaget vid Tannenberg (23-31 augusti). Hindenburgs plan gick ut på att slå de ryska arméerna var för sig. För detta ändamål koncentrerade han hela 8:e armén mot Narevarmén, som 24 augusti gått över gränsen mellan Willenberg och Mlawa. Mot Njemenarmén, som efter slaget vid Gumbinnen hejdat sin frammarsch i linjen Tilsit-Insterburg-Angerburg, kvarlämnades besättnings- och landstormstrupper samt 1:a kavallerifördelningen. 8:e tyska armén jämte lantvärns- och fästningstrupper var 166 000 man stark. När Narevarmén under sin fortsatta framryckning mot linjen Allenstein-Osterode "fördjupat sig" tillräckligt långt in i landet, framgick Hindenburg den 26 augusti från linjen Bischofsburg-Allenstein-Tannenberg-Lautenburg till ett dubbelt omfattande anfall mot densamma. Efter flera dagars strider blev ryska armén slutligen fullständigt omringad och måste ge sig fången.

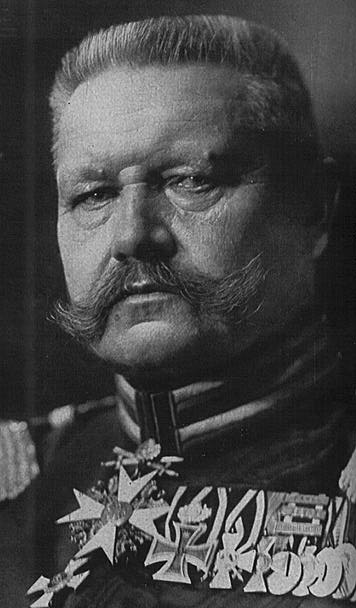
Paul von Hindenburg (1847-1934), tysk generalfältmarskalk 1914, generalstabschef 1916, president 1925-1934.

### Slaget vid Masuriska sjöarna(5-15 september)
Njemenarmén hade i stället för att skynda Narevarmén till hjälp intagit en ställning i linjen Kurisches haff-Wehlau-Anserburg-småsjöarna söder om Lötzen. Där ämnade general Rennenkampf utkämpa en försvarsstrid, medan den vid Grodno sammandragna reservarmén (omkr. 80 000 man) skulle över Lyck och Biafa framgå offensivt mot Hindenburgs högra flank under det väntade anfallet av dennes armé. Sedan denna senare vid månadsskiftet erhållit förstärkningar (från västfronten), gick Hindenburg med 8:e arméns huvudkrafter 5 september till anfall mot Njemenarméns ställning, medan svagare krafter med stöd av fästet Boyen (vid Lötzen) avdelades mot ryska reservarmén. Huvudanfallet riktades mot Njemenarméns vänstra flygelgrupp sydöst om Angerburg, vilken blev fullständigt uppriven. Då således arméns återtågsväg hotades, anträdde Rennenkampf den 10 september återtåget mot Kovno. Tre dagar senare gick även reservarmén, som förgäves sökt fullfölja sitt flankanfall, tillbaka (mot Osovets och Suvalki). De ryska förlusterna hade sedan 5 september uppgått till sammanlagt omkr. 100 000 man. Närmaste följden av tyskarnas seger vid Masuriska sjöarna var Ostpreussens fullständiga utrymning av de ryska arméerna, som slutligen samlades bakom Njemen.

## Operationerna i södra Polen och Galizien

### Slaget vid Kraśnik(23–25 augusti)
Österrikiska 1:a armén började den 18 augusti den planlagda offensiven med att infalla i södra Polen. Den 23 augusti gick armén till anfall mot 4:e ryska arméns sydväst om Kraśnik framskjutna kårer, vilka blev slagna och gick tillbaka mot Ivangorod, medan Dankl fortsatte sin framryckning mot Lublin.

### Slaget vid Zamość-Komarow (26 augusti-1 september)
Till skydd för 4:e österrikiska arméns högra flank under denna armés offensiv in i Polen bildades av delar av 3:e armén en särskild arméavdelning om 4 fördelningar (under ärkehertig Josef Ferdinand), som skulle åtfölja förstnämnda armés högra flygel. Anfallsrörelsen började 26 augusti. Redan samma dag möttes 4:e armén i trakten av Zamość av 5:e ryska armén, som även befann sig i framryckning. Den då började striden utvecklade sig efter hand till ett fältslag, i vilket på österrikiska sidan ärkehertig Josef Ferdinands arméavdelning och 1:a arméns högra flygelkår samt på den ryska en del av Rivnes besättning även ingrep och som avslutades 1 september genom Komarows intagande av österrikarna, varpå hela ryska armén anträdde ett flyktliknande återtåg i nordöstlig riktning mot Grubeschow och Vladimir-Volynskij. Auffenberg följde efter.

### Slaget vid Chodel(26 augusti-1 september)
Efter Kraśniks intagande följde Dankls armé efter den mot Lublin avtågande 4:e ryska armén, men denna senare avbröt, sedan den överskridit Chodelströmmen, återtåget och intog en förut befäst, stark ställning längs vattendraget. Mot denna ställning gick förstnämnda armé, understödd på sin vänstra flygel såväl av österrikiska kåren Kummer (från Kraków) som tyska lantvärnskåren Woyrsch till vänster om den förra, till upprepade anfall, utan att vinna terräng emot Everts nu från Ivangorod förstärkta armé. Detta lyckades först då 5:e ryska armén nödgats anträda återtåget, varigenom 4:e arméns vänstra flank blottades, vilket i sin ordning föranledde Evert att utrymma sin ställning vid Chodelströmmen och gå tillbaka mot Lublin. De båda österrikiska arméernas sålunda återupptagna offensiv måste dock avbrytas på grund av händelserna i östra Galizien, vilka påkallade arméernas ingripande på denna krigsskådeplats.

### Slaget vid Przemyslany-Rohatyn
(Första slaget vid Lemberg, 26-30 augusti). För att hejda den över Brody och Tarnopol i östra Galizien infallande 3:e ryska armén (Ruzskij) framgick 3:e österrikiska armén (von Brudermann), förstärkt med arméavdelningen Kövess, tillika med delar av 2:a armén (90 000 man under Eduard von Böhm-Ermolli) - som skyndsamt tillkallats från Serbien - 25 och 26 augusti från trakten öster och söder om Lemberg till anfall mot den förstnämnda. Nu utvecklade sig efter hand ett renkonterslag i stor skala, i vilket även, på Ruzskijs vänstra flygel, ingrep 8:e ryska armén (Brusilov) och som slutligen omfattade hela den österrikiska fronten från Zolkiev (norr om Lemberg) över Přzemyślany och Rohatyn till Halicz (vid Dnjestr). Slaget, som varade i fem dagar, slutade 30 augusti med österrikiska 3:e arméns fullständiga nederlag. Den slutligen fulltaliga 2:a armén sökte förgäves ingripa på den förras högra flygel för att återställa jämvikten. Själv överflyglad av Aleksej Brusilovs armé över Halicz, måste även Eduard von Böhm-Ermolli gå tillbaka. Båda arméerna samlades bakom Wereszyca väster om Lemberg, vilken stad 3 september besattes av ryssarna. General von Brudermann entledigades som chef för 3:e armén och efterträddes av general Svetozar Boroevic von Bojna. 4:e armén, som kvarlämnat en mindre del, under ärkehertigen, för att iakttaga Pleve, kom för sent för att avvärja nederlaget. Dess huvudkrafter samlades vid Tomaszow. l:a armén förblev vid Lublin, som besattes den 25 september.

### Österrikiska härens återtåg bakomSan(5-15 september)
Ryska 4:e och 5:e arméerna grep 5 september ånyo till offensiven, gick fram mellan Lublin och Cholm och tvingade efter flera dagars strider Viktor von Dankls armé och ärkehertigens arméavdelning att gå tillbaka över Tanew med högra flygeln sydväst om Rawa Ruska. Under tiden hade 3:e ryska armén fortsatt sin framryckning i västlig riktning. Dess högra flygel möttes 7 september vid Rawa Ruska av 4:e österrikiska armén, som nu ryckt fram från Tomaszow för att i förening med 3:e och 2:a arméerna - vilka nu åter hämtat krafter och gripit till offensiven - söka kasta ryssarna tillbaka över Västra Bug och befria Galizien. Ruzskijs framryckning hejdades visserligen, men å andra sidan kunde inte heller Auffenberg med 4:e armén vinna terräng. Däremot hade de båda övriga österrikiska arméerna till en början framgång och trängde 7-9 september ryssarna tillbaka halvvägs mot Lemberg. På grund av motgångarna på härens vänstra flygel i Polen måste dock offensiven avbrytas och hela hären drags tillbaka först bakom San, som nåddes 13-15 september, och därefter, då vänstra flygeln (kåren Woyrsch och 1:a armén) inte kunde hålla stånd här emot 4:e ryska armén, bakom Wisłoka. Den 25 september var hela hären samlad bakom sistnämnda flod, där den intog en ställning med vänstra flygeln stödd mot Weichsel och den högra mot Karpaterna (vid Duklapasset). Försvaret av fästningen Przemyśl överlämnades åt omkring 50 000 man lantvärns- och landstormstrupper under befäl av general Hermann Kusmanek von Burgneustädten. Den ryska härens huvudkrafter stannade vid San. 3:e armén (nu under befäl av f.d. bulgariske generalen Radko Dmitriev) fick i uppdrag att belägra Přzemyśl.

### Centralmakternas första offensiv (28 september-17 oktober)
För att i förening med österrikiska hären befria Galizien från den ryska invasionen avskildes 18 september en del (omkr. 150 000 man) av tyska 8:e armén under benämningen 9:e armén och transporterades 18-27 september från Ostpreussen till sydöstra Schlesien samt angränsande del av Galizien, där den efter hand marscherade upp i linjen Kraków-Kalisz. Armén, förstärkt med lantvärnskåren Woyrsch (34 000 man), ställdes under befäl av Paul von Hindenburg, som tillika erhöll "ledningen av samtliga operationer på östfronten". Den 28 september satte denne igång offensiven, vilken till en början riktades mot den av ryssarna hållna Weichsellinjen mellan Sans inflöde i Weichsel och Ivangorod med uppgift att binda därvarande ryska styrkor, medan den österrikiska härens huvudkraiter skulle åstadkomma ett avgörande i Galizien. Till skydd för vänstra flanken mot vid Warszawa samlade ryska stridskrafter (nyanlända sibiriska armékårer) bildades arméavdelningen Mackensen (5 infanteri- och 2 kavallerifördelningar), som den 9 oktober slog ryssarna vid Grojec söder om Warszawa och därefter ryckte fram till fästningens omedelbara närhet. Huvuddelen av 9:e tyska armén och 1:a österrikiska arméerna nådde, sedan ryssarna den 4-5 oktober vid Radom-Opatov tillbakakastats, Weichsel den 8 och 9 oktober). Österrikiska huvudarmén började framryckningen den 4 oktober och tillkämpade sig övergången över San söder om Přzemyśl, som, sedan ryssarnas stormning den 7-9 oktober avslagits, undsattes den 13 oktober. Aleksej Brusilov måste gå tillbaka till den starkt befästa ställningen Sambor-Medyka.

### Ryska motoffensiven (17 oktober-1 november)
Den ryska hären delades nu i två armégrupper, den högra, på nordvästra fronten, bestående av 1:a, 2:a och 5:e arméerna samt vid Warszawa samlade trupper under Ruzskij, den vänstra, på sydvästra fronten, bestående av 4:e, 3:e och 8:e arméerna under Ivanov. Den senare gruppen tilldelades även den nyuppsatta 9:e armén (Platon Letjitskij), bestående av tre ännu inte i anspråk tagna kårer. Med anledning av centralmakternas offensiv beslöt storfurst Nikolaj att fullständigt omgruppera de ryska stridskrafterna i ändamål att med härens huvudkrafter krossa de allierades arméer i Polen, under det att svagare krafter skulle binda deras stridskrafter i Galizien. Följaktligen grupperades 2:a och 5:e arméerna, under Ruzskij, mellan Modlin (av ryssarna kallat Novogeorgievsk) och Warszawa samt söder om sistnämnda stad, 4:e armén vid Ivangorod, 9:e armén söder om den förra utmed Wisła till Sans mynning, 3:e armén - som förgäves sökt bemäktiga sig Přzemyśl - vidare söderut till Jaroslau samt 8:e armén mellan Jaroslau och Sambor, sistnämnda fyra arméer under Ivanovs befäl. De ryska arméerna räknade tillsammans omkr. 70 infanterifördelningar mot de allierades 50, de senare dessutom betydligt svagare än de förra. Den 17 oktober gick Ruzskijs armégrupp fram från Warszawa mot von Mackensens arméavdelning och trängde denna tillbaka till linjen Rawa-Lovicz. Samtidigt härmed gick Ivanovs högra flygelgrupp över Wisła vid Ivangorod. Då tyska 9:e arméns ställning utefter Wisła härigenom löpte fara att rullas upp från dess vänstra flygel, anträdde Hindenburg den 27 oktober ett s.k. strategiskt återtåg i sydvästlig riktning, grundligt förstörande vägar och broar. Armén återsamlades först bakom Warthe. Ryssarna, som endast långsamt kunde följa efter, nådde först den 1 november linjen Łódź-Tomaszow-Kielce, i vilken förföljningen avstannade.
I Galizien kunde österrikiska 4:e armén, som nu stod under befäl av ärkehertig Josef Ferdinand, inte fortsätta sin framryckning öster om San, och även de till höger om denna armé framryckande 3:e och 2:a arméerna hejdades den 15 oktober söder om Přzemyśl av Brusilovs armé, som här gick över till motanfall. 2:a arméns högra flygel trängdes sedermera tillbaka till Turka vid Uzsokpassets norra mynning. Händelserna i Polen föranledde slutligen (2 november) ett allmänt återtåg av österrikiska hären till linjen Kraków-Karpaterna väster om Duklapasset (1:a, 4:e och 3:e arméerna) och sydväst om Sambor-Přzemyśl (2:a armén). Sistnämnda fästning inneslöts ånyo av ryssarna. Emellertid hade dessa senare efter hand satt sig i besittning av Karpaterpassen öster om Uzsokpasset och trängt ned på ungerska slätten, där de besatt Munkács och Máramaros-Sziget. Med uppgift att driva ryssarna ut ur Ungern och återta Karpaterpassen bildades av tillgängliga depå- och landstorms- m.fl. trupper en häravdelning om 4 fördelningar och en del mindre truppförband under befäl av general von Pflanzer-Baltin. Denne återtog Máramaros-Sziget och de ifrågavarande passen den 6 och 7 oktober samt trängde ryska 8:e arméns vänstra flygel tillbaka mot Dnjestr, men, då ryssarna i slutet av oktober här igångsatte en motoffensiv, måste Pflanzer gå tillbaka till Karpaterpassen. I början av november var läget mycket ofördelaktigt för de allierade, i det att nära nog hela Galizien var besatt av ryssarna, som dessutom innehade Polen intill Warthe.

## Operationerna på nordöstra krigsskådeplatsen under senhösten 1914
Tyska 8:e armén (von Schubert, senare von François), sedan 9:e arméns kontingent avskilts, bestående av omkring 250 000 man, ryckte i slutet av september fram dels med en grupp i sydöstlig riktning mot Suvalki-Augustov-Osovets, för vilken fästnings belägring anstalter vidtogs den 29 september, dels med en grupp i östlig riktning mot Njemenlinjen på sträckan Olita-Kovno. På ryska sidan hade reservarmén efter nederlaget vid Masuriska sjöarna åter ordnats bakom Njemen och dessutom ansenligt förstärkts. Densamma, som nu benämndes 10:e armén (von Sievers), bildade jämte den likaledes reorganiserade 1:a armén (von Rennenkampf) en armégrupp med en styrka av 400 000 man under befäl av general Ruzskij. Sedan armégruppen i början av oktober blivit operationsfärdig, framryckte dess högra flygel (1:a armén) från Kovno mot Wierzbołów, där den dock hejdades av 8:e tyska arméns vänstra flygelgrupp. Å andra sidan lyckades inte sistnämnda armés huvudkrafter tillkämpa sig övergången över Njemen norr om Grodno, utan måste, när Ruzskij även från Grodno igångsatte offensiven, gå tillbaka till linjen Augustov-Suvalki. Här motstod tyskarna till en början framgångsrikt ryssarnas anfall, men i mitten av november, då 8:e armén måst lämna från sig ytterligare 2:e kårer till den 9:e, nödgades den förra (nu under befäl av general von Below) gå tillbaka innanför Ostpreussens gräns till den starkt befästa linjen Johannisburg-Lötzen-Angerburg-Darkehmen-Gumbinnen-Tilsit. Ryssarna (10:e armén) följde efter och besatte åter den öster om nämnda linje varande delen av Ostpreussen.

## Operationerna i Polen och Galizien under senhösten 1914

### De allierades andra offensiv (13 november-20 december)
Då en förnyad offensiv av centralmakternas arméer rätt mot den ryska fronten inte - på grund av ryssarnas betydande överlägsenhet - hade någon utsikt till framgång och då ett passivt motstånd inte heller kunde leda till något resultat, beslöt Paul von Hindenburg, som 1 november utnämndes till överbefälhavare på tyska östfronten, att omgruppera stridskrafterna i Polen med ändamål att omfatta ryska härens högra flygel där och sålunda rulla upp den ryska fronten. Under tiden skulle de allierades stridskrafter i Galizien och Ostpreussen binda motstående ryska arméer.

### Slaget vid Łódź-Łowicz (16 november-15 december)
I enlighet med ovannämnda plan transporterades den förstärkta, efter 1 november under August von Mackensen ställda 9:e armén (250 000 man) från sydvästra Polen till nordöstra delen av Poznań och angränsande del av Västpreussen, där den uppmarscherade i linjen Wreschen-Toruń. Från denna linje framryckte armén 11 november mot linjen Łódź-Łowicz. De överraskade ryssarna (delar av 1:a armén) blev "slagna delvis" vid Włocławek den 13 november och Kutno den 15 november samt trängda tillbaka mot Warszawa-Łowicz. Storfurst Nikolaj, inseende den hotande faran, tillkallade skyndsamt de vid Warthe stående 2:a och 5:e arméerna till 1:a arméns undsättning. Mackensen fortsatte dock framryckningen, slog med arméns vänstra flygelgrupp ryska 2:a arméns högra flygel vid Stryków (nordöst om Łódź) den 17 november och framgick över Brzeziny (öster om Łódź) för att även från detta håll anfalla den betydande industristaden Łódź (försvarad av ryska 5:e armén), medan 9:e arméns högra flygel från väster och norr angrep densamma. Emellertid hade storfursten förflyttat 1:a arméns huvudstyrka (Rennenkampf) från Mława, vid Ostpreussens gräns, och dirigerat densamma över Skierniewice sydväst om Warszawa i ryggen på den öster och sydöst om Łódź stående tyska arméavdelningen (3 infanteri- och 2 kavallerifördelningar under general von Scheffer-Boyadel), som sålunda blev fullständigt omringad. Genom ett skickligt utfört motanfall 23-24 november lyckades dock denna senare vid Berezjany bryta sig igenom de ryska linjerna och ansluta till 9:e arméns huvudkrafter norr om Łódź. Sedan Mackensen mottagit förstärkningar (se ovan), fullföljde han offensiven och lyckades efter en veckas hårda strider inta Łódź den 7 december. Den 17 december föll även Łowicz i tyskarnas händer. Ryssarna drog sig bakom Bzuras nedre lopp och Rawka (sydväst om Warszawa), där de tills vidare höll stånd. Den tyska fronten söder om Weichsel kom att sträcka sig från Płock över Skierniewice och vidare söderut utefter Pilicas vänstra (västra) strand. Norr om Weichsel, där en tysk arméavdelning (von Morgen) tryggat 9:e arméns vänstra flank, kom efter åtskilliga strider med 1:a ryska armén fronten vid årsskiftet att sträcka sig från Płock i riktning mot Mława samt vidare söder om denna stad mot Kolno sydöst om Johannisburg. Den huvudsakligen av besättningstrupper och lantvärn sammansatta kåren Zastrow, åt vilken försvaret av Ostpreussens södra gräns uppdragits, hade i november tillbakaslagit 1:a ryska arméns högra flygel, som här trängt över gränsen.

### Striderna på fronten Częstochowa-Kraków
I sydvästra Polen samlades under förra hälften av november en armégrupp bestående av österrikiska 4:e armén på högra flygeln, stödd mot Kraków, 1:a armén, kåren Woyrsch och slutligen även 2:a armén, som transporterades från Galizien och insattes på vänstra flygeln nordväst om Częstochowa. En allmän offensiv igångsattes 18 november. De motstående 9:e och 4:e ryska arméerna pressades till en början tillbaka på hela fronten mot Nida och Pilica, men sedan ryska 3:e armén från trakten av Tarnów i Galizien den 25 november insatts mot 4:e österrikiska arméns högra flank, nödgades sistnämnda armé gå tillbaka mot Kraków. Ryska armén följde efter, varvid dess vänstra flygel framryckte söder om Kraków i luckan mellan österrikiska 4:e och 3:e arméerna, sålunda hotande att genombryta österrikiska fronten.

### Slaget vid Limanowa(5-12 december)
Mot 3:e ryska armén, på sin vänstra flygel understödd av delar av 8:e armén (Aleksej Brusilov), insattes nu huvuddelen av 4:e österrikiska armén, skyndsamt transporterad till trakten sydväst om Kraków, samt vänstra flygeln av den i Karpaterna stående 3:e armén (Svetozar Boroevic von Bojna). De båda motståndarna möttes 5 december vid och nordväst om Limanowa (50 km sydöst om Kraków), och nu utspann sig ett fältslag, som varade i flera dagar och slutade med, att ryssarna blev slagna - de förlorade bland annat 30 000 man i fångar - och måste gå tillbaka bakom Wisłoka. Samtidigt med att slaget vid Limanowa pågick, framryckte huvuddelen av Boroevic von Bojnas armé mot Brusilovs, vilken senare måste utrymma de västligaste Karpaterpassen, men sedan den senares armé förstärkts med delar av 11:e armén (Selivanov, nyuppsatt av reservfördelningar), som belägrade Přzemyśl, gick den över till motanfall (20 december) och trängde österrikarna tillbaka in i passen.
De rörliga operationerna i Galizien liksom i Polen övergick mot slutet av 1914 till ställningskrig. Fronten följde närmast söder om Weichsel Dunajecs nedre lopp (väster om Tarnów) och böjde därefter av åt sydöst följande i stort sett Karpaternas (Östbeskidernas) kam ända till Körösmezö (sydväst om Kolomea i Bukovina). Större delen av Bukovina var fortfarande besatt av ryssarna. Däremot höll sig ännu fästningen Přzemyśl.

## 1915

### Vinterslaget iMasurien(4-22 februari)
Operationernas ledning i och för den planlagda offensiven mot Ryssland var så fördelad, att Paul von Hindenburg (sedan november 1914 generalfältmarskalk) förde befälet på den del av fronten, som befann sig norr om Pilicafloden, och ärkehertig Fredrik på den söder därom varande frontdelen. Sedan de tyska stridskrafterna i Ostpreussen förstärkts med den nyuppsatta 10:e armén (Hermann von Eichhorn), omkr. 140 000 man, som insattes på 8:e arméns vänstra flygel öster om Tilsit, grep Hindenburg med de båda arméerna (tillsammans omkr. 240 000 man) 4 februari till offensiven. Den motstående ryska 10:e armén (von Siewers) blev i en följd av strider tillbakakastad över gränsen. Dess huvuddel trängdes slutligen, omfattad i båda flankerna, mot skogstrakten mellan Augustów, Suvalki och Lipsk (väster om Grodno) i nordöstra Polen, där den blev så gott som fullständigt omringad och 21 februari tvingad att ge sig fången. Ryssarnas nederlag var fullständigt. Förlusterna hade uppgått till 165 000 man, varav 100 000 fångar. Ostpreussen var än en gång befriat. Spillrorna av den ryska armén samlades bakom Bobrlinjen (Osovets-Grodno). De tyska arméernas huvudkrafter stannade, på grund av svårigheterna att under rådande väderleksförhållanden (djup snö) upprätthålla förbindelserna, i linjen Augustów-Suvalki-Kalwarija-Pilvitzski (sydväst om Kovno).
Medan slaget i Masurien pågick, hade en del av 8:e tyska armén under general von Scholtz måst avdelas för att avvisa ett ryskt anfall från Lomza mot nämnda armés högra flank. Den 22 februari igångsatte general Ruzskij ett allmänt anfall med den nybildade 12:e armén (Pavel Pleve) öster om Przasnysz och 1:a armén (Aleksandr Litvinov) väster om denna stad mot delen Johannisburg-Mlawa av tyska fronten, försvarad av arméavdelningen Gallwitz (nybildad av delar av 9:e armén och gränsskyddstrupper) samt von Scholtz' trupper. Tyskarna grep å sin sida även till offensiven och intog Przasnysz, men måste åter (27 februari) släppa staden och gå tillbaka mot gränsen. Sedan de erhållit förstärkningar (av 10:e armén), kunde de dock hejda ryssarnas vidare framträngande. Ett ställningskrig, som varade till fram på sommaren, vidtog nu på denna del av fronten. Ruzskij avlöstes i april som befälhavare på ryska nordvästfronten av general Aleksejev. Längst i norr intog ryssarna 18 mars Memel, som plundrades, men de fördrevs åter efter några dagar.

### Karpaterslaget (22 januari-22 april)
För att vinna ett gynnsamt utgångsläge för en av general Ivanovs armégrupp (3:e, 8:e och 11:e arméerna) utförd offensiv mot Ungern lät storfurst Nikolaj i början av januari den på högra flygeln varande 3:e armén (Dimitriev) framrycka över Dunajec mot Kraków samt något senare även över Gorlice mot Nowy Sącz (Neu Sandez). Anfallen slogs dock tillbaka av 4:e österrikiska armén under ärkehertig Joseph Ferdinand av Toscana. Däremot lyckades 8:e ryska armén under Aleksej Brusilov att under början av januari tränga igenom de mellersta Karpaterpassen och besätta en del av nordöstra Ungern, i närheten av Huszt. Den österrikiska armén hade då fått förstärkningar av den nyuppsatta, av tyska och österrikiska trupper bildade Sydarmén om 6 fördelningar, under befäl av Alexander von Linsingen. Armén som hade samlats i Ungern sattes i luckan mellan 7:e österrikiska armén under Karl von Pflanzer-Baltin på högra flygeln i Bukovina och 2:a armén under Eduard von Böhm-Ermolli till vänster om denna. 22 januari startade de allierade en motoffensiv för att driva ryssarna ut ur Ungern och återta Karpaternas höjdkam. Sydarmén förenad med 2:a armén drev under en rad strider tillbaka ryssarna och besatte höjdkammen mellan Wyszków och Dukla. Även på högra flygeln drevs ryssarna tillbaka. 17 februari besattes Kolomea och 19 februari Czernowitz av Pflanzer-Baltin. På den västra Karpaterfronten gjorde ryssarna stora ansträngningar att tränga igenom passen, men 3:e österrikiska armén under Svetozar Borojević von Bojna lyckades hålla dessa. Den hårda vintern försvårade alltmer operationer i Karpaterna och gjorde dem till sist omöjliga. Härefter vidtog ett långvarigt och för soldaterna påfrestande ställningskrig.
Sedan Przemyśl kapitulerat efter 4 1/2 månads belägring på grund av proviantbrist, varvid 40.000 man tillfångatogs av ryssarna 22 mars, frigjordes den 11:e ryska armén med omkring 100.000 man och kunde sättas in mot Dukla-, Lupkow- och Uzsokpassen i Karpaterna. Ungefär samtidigt gick dock den nu betydligt förstärkta 3:e armén till anfall mot den västra den av fronten och österrikarna slogs tillbaka, men det avsedda genombrottet kom inte, främst på grund av snabbt tillförda förstärkningar, främst från den tyska Beskidkåren om 3 fördelningar under Georg von der Marwitz, som 2 april sattes in i ett motanfall mellan Lupkow och Dukla och därigenom lyckades hejda ryssarna. En förnyad kraftig offensiv av 8:e ryska armén i slutet av april misslyckades, och därefter inträdde slutligen ett visst lugn på Karpaterfronten.

### Genombrottet vid Gorlice-Tarnow (1-3 maj) och Galiziens återerövring
Huvudartikel Gorlice–Tarnów-offensiven
I syfte att åstadkomma ett genombrott på ryska fronten och återta Galizien bildades i slutet av april i västra Galizien en av 8 tyska och 2 österrikiska infanterifördelningar samt 1 österrikisk kavallerifördelning (sammanlagt omkring 150.000 man) en sammansatt ny armé, benämnd 11:e armén, under befäl av August von Mackensen. 2 maj gick denna armé till anfall mot avsnittet Malastow-Gorlice-Tarnow i 3:e arméns front. Samtidigt angrep ärkehertig Joseph Ferdinand av Toscanas armé ryssarnas högra flygel mellan Tarnow och Weichsel, medan 3:e österrikiska armén till höger om 11:e armén även gick på offensiven mot Brusilov. Genombrottet, som förbereddes av kraftig artillerield, i vilken även de grövsta pjäserna av ett slag ryssarna saknade deltog, fick stor framgång och ryssarna, vilka överraskats av anfallet, tvingades i oordning retirera bakom San, vilken nåddes 9 maj. Ryska 3:e armén, vilken före slaget bestod av omkring 280.000 man, förlorade 140.000 man enbart i fångar, och Radko Dimitrijev besegrades utan större motstånd. Den ryska 3:e arméns nederlag ledde även till att den 8:e armén tvingades retirera, hårt trängd av de allierade, som nu gick på offensiven över hela fronten. 15 maj hade de åter besatt Karpaterpassen och trängt ned på galiziska slätten. Brusilovs armé fortsatte återtåget, till den nått den befästa linjen Stryj-Sambor-Pfzemysl, där den stannade. I denna ställning angreps arméns västra flygel vid Stryj 18 maj av Sydarmén under Alexander von Linsingen, men lyckades hålla stånd. Nästa mål blev att inta Przemyśl, där man nödtorftigt hunnit iståndsätta försvaret sedan staden intogs.
För ändamålet utsågs främst Mackensens armé, vilken 15 maj intagit Jarosław och 24 besatte det 20 kilometer norr om Przemyśl belägna Radymno, varefter man korsade San och inringade fästningen norra del. Dock hade den ryska militärledningen transporterat betydande styrkor från Polen till Galizien för att hejda de allierades framryckning. De krafter, som förstärkte den hårt medtagna 3:e armén, sattes in 27 maj på linjen Lubaczow-Jaworw nordöst om Przemyśl och gick i Sieniawa vid floden San till anfall mot 4:e österrikiska arméns flygel. Sieniawa återtogs, och de allierade tvingades tillbaka dels över San mot Leg, dels över Lubaczowa mot Przemyśl. Endast med ansträngningar lyckades man slutligen 29 maj avvärja det ryska anfallet. Sedan Przemyśl omringats på västra sidan av en mindre del av 3:e österrikiska armén, var huvuddel nu överförts till italienska fronten och i söder och sydöst av 2:a armén, demolerades forten i fästningens norra front med kraftig artilleribeskjutning 30 maj och 1 juni, varefter den stormades av trupper tillhöriga Mackensens armé. 2 jun kapitulerade fästningen, varvid 32.000 fångar föll i tyskarnas händer. 3:e ryska arméns huvudkrafter drog sig tillbaka till den starkt befästa Wisznialinjen, omkring 30 kilometer öster om Przemyśl.
På den ryska hären yttersta vänstra flygel hade under tiden insatts en nyskapad armé, den 9:e under Platon Letjitskij, bestående av 8 fördelningar. Denna armé, tidigare möjligen avsedd att sättas in mot Rumänien, gick 2 juni mot Pflanzer-Baltins armé, som korsat Dnjestr, och tvingade den tillbaka över Prut. I Nikolaj Ivanovs plan ingick ett forcerande av Karpaterpassagen söder om Prut, men denna förekoms genom Linsingens motåtgärder. Linsingens armé, som 31 maj slutligen lyckades bryta 8:e ryska arméns motstånd vid Stryj, angrep nu 9:e armén i dess högra flank, och besegrade den 6-8 juni vid Kalusz och tvingade i förening med Pflanzer-Baltin ryssarna tillbaka över Dnjestr 9-15 juni. Visserligen tvingade ett av storfursten anordnat motanfall mot Sydarméns västra flygel de allierade att åter dra sig tillbaka över Dnjestr mellan Halicz och Mikolajov, men en fortsatt motoffensiv hindrades av Linsingen, vars armé stärkts med delar ur österrikiska 2:a armén.
Efter Przemyśls återerövring fortsatte Mackensen under vars befäl även huvuddelen av den med Beskidkåren förstärkta 2:a österrikiska armén ställdes framryckningen och tvingade efter tre dagars strider 12-15 juni ryssarna att utrymma Wisznialinjen och retirera till Wereszykalinjen Rawa Ruska-Grodek framför Lemberg. 19 juni gick armégruppen till anfall mot linjen med Mackensens egen armé mot Rawa Ruska på ställningens högra flygel. Dagen därpå intogs denna ställning, varpå de ryska försvaret rullades upp. Ryssarna drog sig tillbaka mot Lemberg, vars provisoriska försvarsverk besattes, del mot trakten nordöst om staden, där man byggde upp nya ställningar. Den senare ställningen erövrades dock natten till 22 juni av Eduard von Böhm-Ermollis trupper, och morgonen därpå stormade österrikarna även själva stadsbefästningen på dennas nordvästfront, varpå staden utrymdes. Lembergs fall blev av stor såväl militär som politisk betydelse. Sedan Linsingen 25-28 juni på nytt tillkämpat sig övergången över Dnjestr vid Halicz-Zydaczöw och vid Komarno vunnit förbindelse med Böhm-Ermolli, drog sig ryssarna tillbaka till linjen Tarnopol-Brody-Vladimir-Yolynskij-Kovel, och utrymde därmed nästan hela Galizien.

### Polens erövring
Efter Galiziens befriande beslöt de allierades härledning att återuppta offensiven i Polen och i första hand ta kontroll över Weichsellinjen. Den tyska härledningen hoppades genom en samtidig framryckning över Narew och Weichsel kunna omringa en del av ryska armén och tvinga den till kapitulation. Operationerna började 14 juli med att den nybildade Njemenarmén under befäl av förre chefen för 8:e armén Otto von Below som bestod av omkring 8 infanteri- och 4 kavallerifördelningar, längst i norr gick över Windau i Kurland och ryckte fram mot linjen Šiauliai-Riga. 14-25 juli besegrades den motstående ryska 5:e armén vid Šiauliai, 18 juli intogs Tukums 50 kilometer väster om Riga och 1 augusti besattes Mitau. Ryssarna drog sig tillbaka mot Düna, förföljda av det tyska kavalleriet, som 4 september intog brohuvudet vid Friedrichstadt. Tyskarna var dock för svaga för att forcera den starkt befästa Dünalinjen Dünaburg-Riga, och Njemenarmén blev tills vidare hänvisad till defensiven. Till höger om Njemenarmén framryckte 10:e armén under befäl av Hermann von Eichhorn mot linjen Grodno-Kovno.
Efter 10 dagars belägring intogs 18 augusti Kovno av en mot densamma avdelad belägringskår om 5 fördelningar under general Karl Litzmann varvid 20.000 fångar togs och 1.300 artilleripjäser erövrades. Njemenlinjen söder om Kovno hölls dock tills vidare av den ryska 10:e armén, nu under befäl av general Pflug. Till höger om Eichhorn ryckte högra flygeln av 8:e armén under Friedrich von Scholtz i förening med Max von Gallwitz' armé (senare kallad 12:e armén) 13 juli på ömse sidor om Przasnysz mot Narevlinjen, förvarad av ryska 12:e armén under Pavel Pleve mellan Łomża och Przasnysz samt av 1:a armén under Aleksandr Litvinov mellan Przasnysz och Weichsel vid Novogeorgievsk. Ryssarna kastades undan, och Narew korsades på bred front av Gallwitz' armé mellan Różan och Pułtusk 22-27 juli.
Warszawa blev nu det närmaste operationsmålet för Gallwitz' armé. Novogeorgievsk omringades 9 augusti. Dagen därpå lyckades även von Scholtz ta sig över Narew vid Łomża, vilket ledde till att ryssarna drog sig tillbaka mot Bug. Medan Gallwitz från norr ryckt fram mot Warszawa ryckte 9:e armén under Leopold av Bayern från väster över Bzura och Rawka mot samma stad. Till höger om 9:e armén ryckte Remus von Woyrschs häravdelning fram, i vilken ingick kåren Kövess och resterna av 1:a österrikiska armén mot Dęblin, genombröt den ryska ställningen vid Zwoleń sydväst om fästningen, trängde den motstående ryska 4:e armén under Evert tillbaka, korsade Weichsel nedanför Dęblin 29 juli och ryckte vidare mot den viktiga järnvägsknuten Siedlce öster om Warszawa.
Till höger om Woyrsch ryckte på armégruppen Mackensens vänstra flygel 4:e österrikiska armén under Joseph Ferdinand av Toscana fram, söder och öster om Weichsel mot linjen Lublin-Novoalexandria, där Novoalexandria vid Weichsel ovanför Dęblin nåddes av tyskarna 29 juli. Ryssarnas mellan Weichsel och Bug stående 3:e armé, där Lesch nu ersatt den avskedade Radko Dimitrijev, hade då vikt tillbaka mot den förstärkta linjen Chełm-Lublin-Dęblin, i vilken den beredde sig att uppta strid. Dęblin utrymdes dock på storfurstens befallning 4 augusti och besattes samma dag av österrikiska kåren Kövess. Då Warszawas huvudförbindelse över Siedlce genom Eichhorns och Woyrschs framryckning mot densamma från olika håll allvarligt hotades, gav storfursten Warszawas försvarare general Smirnov order att utrymma fästningen. 5 augusti utrymdes forten på västra Weichselstranden och själva staden, men den på högra Weichselstrande belägna förstaden Praga hölls än, och broarna över Weichsel sprängdes.
Först 8 augusti lyckades det prins Leopold av Bayerns armé, som efter hårda strider tagit kontrollen över förterrängen framför fästningens sydfront att fullständigt besätta Warszawa och gå över Weichsel. Smirnovs armé drog sig tillbaka till en förberedd upptagsställning i linjen Lukow-Siedlce. Mot denna ryckte nu fram en armégrupp under prins Leopold av Bayerns befäl bestående av Woyrschs och den 9:e tyska armén. 12 augusti nådde man linjen, som utan strid uppgavs av ryssarna.

### Novogeorgievsk
I Novogeorgievsk (dagens Modlin) hade i slutet av juli en belägringskår om 7 fördelningar från Gallwitz' armé under befäl av Hans von Beseler omringat fästningen i Novogeorgievsk, där omkring 100.000 man ryska trupper samlats, främsst delar ur de besegrade 1:a och 12:e arméerna. 21 juli omringades fästningen och efter en kraftig beskjutning stormades forten på anfallsfronten 15-18 augusti, varpå kommendanten general Bobyr överlämnade fästningen 19 augusti. Här vid föll 90.000 fångar och 1.600 artilleripjäser i tyskarnas händer.

### Armégruppen Mackensens framryckning och Brest-Litovsks intagande
Omedelbart efter Lembergs återerövring omgrupperades de under nyligen till generalfältmarskalk befordrade von Mackensens befäl stående arméerna i och för en framryckning mot de i södra Polen, mellan Weichsel och Bug stående ryska 3:e och 4:e arméerna. Offensiven började på armégruppens vänstra flygel, där 4:e österrikiska armén ryckte fram mot Turobin-Kras-nik-Josefow. Ryssarna besegrades i Slaget vid Kraśnik 20 kilometer öster om Kraśnik 2-4 juli men en vidare framryckning strandade på ryssarnas motanfall. Först i slutet av juli kunde ärkehertig Joseph Ferdinand fortsätta offensiven mot Lublin, som intogs 31 juli.
Till höger om 4:e österrikiska armén ryckte Mackensen själv med 11:e armén över Zamość och vidare mot den ryska fronten Cholm-Lublin. Den genombröts 29-30 vid Biskupice, varefter de båda arméerna marscherade i riktning mot Brest-Litovsk. På armégruppens högra flygel anslöt sig den i denna ingående Bugarmén, bildade av bland annat Beskidkåren och trupper ur Sydarmén, tillsammans omkring 9 fördelningar under Alexander von Linsingen till den framåtgående rörelsen. Bugarmén besegrade ryssarna 1-3 augusti vid Chełm och 13-17 vid Włodawa, där dess huvudstyrka gick över på högra Bugstranden, varefter densamma slog ryssarna vid Puszcza och ryckte fram i nordostlig riktning mot Kobrin öster om Brest-Litovsk. Under tiden närmade på den vänstra Bugstranden kvarlämnade Beskidkåren i kontakt med 11:e armén från Brest-Litovsk från söder, sydväst och väster. 18 augusti började striderna framför fästningens västfront, och 25 augusti var försvararna tillbakaträngda mot fästningen. Medan armégruppen Mackensen allt tätare omslöt Brest-Litovsk från de här riktningarna, hade prins Leopolds armégrupp fortsatt sin framryckning i östlig riktning från linjen Łuków-Siedlce mot Bug nedanför fästningen för att omringa den från nordväst och norr. 22 augusti hade den på armégruppens högra flygel framryckande häravdelningen Woyrsch, i kontakt med Mackensens västra flygel och ärkehertig Joseph Ferdinands armé efter hårda strider nått Rasna, norr om fästningen vid järnvägslinjen till Białystok. Då de stora trupperna i Brest-Litovsk därigenom riskerade att inringas, utrymdes på härledningens order fästningen, sedan försvarsverken demolerats och själva staden stuckits i brand av ryssarna, som kvarlämnade starka arriärgarden under det att man drog sig tillbaka mot Kobrin. 26 augusti utkämpades de sista striderna om fästningen, och samma dag besattes den av Bugarmén.
På prins Leopolds vänstra flygel tillkämpade sig 9:e armén 19-24 augusti övergångarna över Pulwa och Nurzer och pressade tillbaka Smirnovs armé över Ljesna. Samtidigt slog den till vänster om 9:e armén framryckande 12:e armén under Gallwitz ryssarna vid Bjelks och besatte 25 augusti den viktiga järnvägsknuten Białystok. Längre norrut ryckte 8:e armén under von Scholtz söder om fästningen Osovets, som därigenom blev kringgången och fortsatte mot Grodno. 22 augusti föll slutligen Osovets, som i elva månader hållit stånd, spärrande övergången av Bóbr och kringliggande sumptrakter. Tack vare det hårdnackade motstånd, som 8:e arméns huvudkrafter mötte, då de söder om fästningen skulle korsa Narew, hann garnisonen dock innan dess spränga fästningsverken och avtåga österut. Omedelbart efter Kovnos fall ryckte den till vänster om 8:e armén opererande 10:e armén under von Eichhorn mot Njemen. Den motstående 10:e ryska armén under Pflug utrymde under trycket av den från sydöst om Kovno framträngande kåren Litzmanns flankhot sina ställningar öster om linjen Augustów-Suwałki-Kalvarija och gick under ständiga strider tillbaka över Njemen. Under de sista dagarna av augusti övergick efter Alytus fall Eichhorns armé denna flod. Därmed även den nordligaste delen av Polen i tyskarnas händer. Hela landet, utom den sydligaste delen blev ett tyskt generalguvernement med general Hans von Beseler som generalguvernör.

### Vilnius intagande och operationerna norr om Rokitnoträsken
Tyska härledningen på östra fronten avsåg nu att försöka nå den från Polen avvikande ryska härens högra flank och härigenom åstadkomma ett avgörande. Flankstöten skulle riktas mot linjen Kovno-Vilnius-Minsk och utföras av den förstärkta 10:e armén, medan 8:e och 12:e arméerna skulle kvarhålla fienden vid fronten och Njemenarmén skydda 10:e arméns västra flank. I enlighet med denna plan ryckte 10:e armén från Njemen mot linjen Grodno-Vilna, men kunde endast långsamt vinna terräng mot ryssarna, som företog upprepade motanfall. I samband med nämnda armé framryckte 8:e armén mot och söder om Grodno, vilken fästning togs genom ett överraskande anfall under 2 och 3 september som slutade med häftiga gatustrider i själva staden.
4:e ryska armén, inom vars försvarsområde Grodno log, återtågade i nordöstlig och östlig riktning mot järnvägslinjen Lida-Vilnius. 8:e och 12:e tyska arméerna följde efter. Den senare slog ryssarna vid Szczara och Lebioda 12-17 september och ryckte därefter rätt emot Lida. Till höger om 12:e armén ryckte prins Leopolds armégrupp genom Białowieskiskogen, besegrade ryssarna vid Slonim 13-18 och fortsatte mot Baranavitjy.
Medan de nämnda arméerna på det här sättet hotade Vilnius förbindelser söderut över Lida, försökte Eichhorn kringränna den ryska väster och nordväst om Vilnius stående 10:e arméns flank genom att uträcka fronten norrut. Dessa operationer ledde slutligen efter en följd av strider med ryska 10:e armén till Vilnius intagande 19 september, varvid över 20.000 fångar togs. Den 20 september erövrades även Lida. Ryssarna drog sig tillbaka i östlig och sydöstlig riktning mot Smarhon och Beresina, förföljda av tyskarnas 10:e, 8:e och 12:e arméer. 25 september bröts dock på arméledningens order förföljningen, sedan planen att inringa ryska armén visat sig omöjlig att fullfölja. De tyska arméerna hade då nått linjen Smarhon-Beresina-Baranavitjy-Rokitnoträsken, vilken linje hölls under återstoden av året.
Under 10:e arméns framryckning mot Vilnius hade dess västra flank skyddats av en kavallerikår under general von Granier och tre kavallerifördelningar och några jägarbataljoner. Denna kår hade även i uppdrag att avskära järnvägsförbindelserna mellan Vilnius och Daugavpils samt mellan Vilnius och Minsk, varigenom man hoppades kunna infånga 10:e ryska armén. Visserligen avskars de båda järnvägslinjerna 13:e och 14 september, och Smarhon besattes, men kavalleriet var för svagt att hålla den framskjutna punkten, som efter en hård strid måste släppas 21 september.
På tyska härens yttersta vänstra flygel grep Njemenarmén 9 september till offensiven mot den 5:e ryska armén vid Daugava. Brohuvudena Liewenhof, Jacobstadt, Friedrichstadt och Lennewaden erövrades, men däremot misslyckades von Belows försök 3-10 oktober att ta Daugavpils liksom ett senare företaget anfall mot Riga. Kriget övergick även på denna del av fronten som sträckte sig från småsjöarna norr om Smarhon-Daugavpils-Dünalinjen till väster om Riga till ett långvarigt ställningskrig. I samband med ombytet av överbefälhavare delades ryska fronten norr om Rokitnoträsken på "norra fronten" under Nikolaj Ruzskij och "västra fronten" under Aleksej Evert.

### Operationerna söder om Rokitnoträsken
Efter Brest-Litovsks erövring transporterades av gruppen Mackensen en liten del av 11:e armén till västfronten och återstoden till Serbien samt en liten del av 4:e österrikiska armén under ärkehertig Joseph Ferdinand till Volynien för att stärka den nyorganiserade 1:a armén under Paul Puhallo von Brlog. Återstående delen av armégrupen, vari även Bugarmén ingick, ställdes under general von Linsingens befäl, under det att Mackensen övertog befälet över en ny armégrupp, avsedd att utföra fälttåget mot Serbien. Förföljelsen av de från Brest-Litovsk mot Pinsk uppdrogs åt Bugarmén, som 16 september besatte Pinsk. Framryckningen avbröts därefter, och armégruppen Linsingen besatte linjen Pinsk-järnvägen Kovel-Rivne.

### Ärkehertig Fredriks offensiv
Den under ärkehertig Fredrik av Österrike-Teschens befäl ställda armégruppen i Galizien hade under det att offensiven i Polen pågick med sina huvudkrafter 7:e armén, Sydarmén och 2:a armén behållit sina ställningar utefter Zlota Lipa och Västra Bug. På dess västra flygel hade 1:a armén med sitt kavalleri tryggat Bugarméns högra flank under dess framryckning mot Brest-Litovsk och därunder intagit Kovel. för att förekomma en hotande förnyad offensiv av Nikolaj Ivanovs bakom ovannämnda floder stående armégrupp om 9:e, 11:e och 8:e arméerna startade ärkehertigen 27 augusti en samfälld anfallsrörelse mellan Sydarmén och 2:a armén mot Zlota Lipalinjen. Ryssarna tvingades tillbaka om Strypa, men inte heller där kunde de hålla stånd. Sydarmén tillkämpade sig 1 september övergången över floden Strypa vid Zborow, samtidigt som den till vänster om armén framryckande 2:a armén tog Brody och den på armégruppens vänstra flygel framryckande 1:a armén Lutsk. Följden av dessa nederlag var att Ivanov måste retirera ytterligare, nämligen med sin västra flygel mot Sereth och med sin högra mot Putilovkalinjen öster om Lutka. Paul Puhallo von Brlog genombröt dock med 1:a armén denna linje och intog Dubno 8 september.
Hans vidare framryckning mot den tredje fästningen Rivne i "fästningstrekanten" stoppades dock vid Stubla sydväst om Rivne.

### Ivanovs motoffensiv
Sedan general Ivanov mottagit betydande förstärkningar, huvudsakligen från de mellersta armégruppen, framför vars front operationerna nu avstannat, startade han en motoffensiv, som främst riktades mot den österrikiska armégruppens högra flygel med 7:e armén och Sydarmén vid Serthelinjen. De allierade måste 10 september dra sig tillbaka bortom Strypa, men i början av oktober återställdes dock det förra läget Sereth. Ivanovs högra flygelarmé under Lesch ryckte 13 september fram mot Paul Puhallo von Brlogs armé vid Derzane, tvingade den tillbaka väster om Styr och återtog Lutsk 23 september. Genom ingripande av Linsingen, som med sin armégrupps högra flygel gick över Styr söder om Lutska 28 september och därigenom hotade ryska arméns högra flygel, återställdes även här det förra läget. Ivanov återupptog dock i slutet av oktober offensiven, som nu riktades mot Kovel. Ryssarna lyckades på vissa ställen korsa Styr och sätta sig fast på dess västra strand, men 13 november gick Linsingen över till motanfall vid Czartorysk, besegrade ryssarna och tvingade dem tillbaka över floden. På denna del av fronten från Rokitnoträsken till Galiziens gräns norr om Tarnopol vidtog nu ett ställningskrig, som varade hela vintern.

### Nyårsslaget i Galizien 24 december 1915 - 15 januari 1916
Antagligen för att förmå Rumänien att göra gemensam sak med ententemakterna bestämde sig ryska krigsledningen i mitten av december för att ett anfall i stor stil mot de allierades front i Bukovina och östra Galizien. Denna front, som var starkt befäst, sträckte sig från Bojan är Prut, öster om Czernowitz till Butjatj vid Strypa, vilken frontdel besattes av 7:e österrikiska armén under general von Pflanzer-Baltin, samt vidare från Butjatj utefter Strypa norrut, vilken norra del av fronten fram till Burkanów var besatt av Sydarmén under Felix von Bothmer. Anfallets utförande uppdrogs åt Ivanovs med den nya i trakten av Odessa sammandragna 7:e armén under Dmitrij Sjtjerbatjov förstärkta armégrupp. Av den framgick 24 december 9:e armén under Platon Letjitskij mot den österrikiska fronten öster om Czernowitz, efter vilken stad de följande striderna slaget vid Czernowitz uppkallats.
Även om anfallet förbereddes av en kraftig artillerield och utfördes med kraftig energi utan hänsyn till förluster lyckades man under två dagars strider inte åstadkomma något genombrott, och samma utgång fick ett förnyat anfall under nyårsnatten på bredare front. Samtidigt med detta anfall angrep 7:e ryska armén Sydarmén ställningar öster om Buczacz-Burkanov, men med lika liten framgång. Vid årsskiftet och senare under vintern förblev de allierades front på det här frontavsnittet orubbad.

### Förändringar i ryska arméns krigsledning
Redan i september hade på grund av ryska arméns upprepade nederlag och troligen även inrikespolitiska skäl hade storfurst Nikolaj Nikolajevitj entledigats som överbefälhavare och utnämnts till vicekung över Kaukasien. I stället hade kejsar Nikolaus själv övertagit högsta krigsledningen med general Michail Aleksejev som generalstabschef och verklig ledare av operationerna. Någon ändring i krigsplanen ledde det dock till inte till.
I området som förlorats under 1915 låg en stor del av den ryska industrin, vilket gjorde förlusterna än mer kännbara, då man bland annat inte längre kunde ersätta förstörda lokomotiv, något som blev besvärligt på de lång frontavsnitten.

## 1916
Vid början av 1916 såg Östfronten ut på följande sätt: På tyska sidan stod längst i norr armégrupp Hindenburg med 8:e armén under Otto von Below, häravdelningen Schoultz, 10:e armén under Hermann von Eichhorn och 12:e armén under Max von Fabeck. Från Rigabukten till Njemen stod armégruppen prins Leopold av Bayern med 9:e armén kommenderad av Leopold själv och häravdelningen Worsch. Därefter från Njemen till Rokitnoträsken norr om Pinsk armégruppen von Linsingen under österrikiska härledningen med Bugarmén kommenderad av armégruppchefen Alexander von Linsingen och österrikiska 4:e armén under Joseph Ferdinand av Toscana. Från trakten norr om Pinsk till trakten norr om Dubno stod armégruppen Böhm-Ermolli med 1:a armén under Paul Puhallo von Brlog och 2:a armén under armégruppschefen Eduard von Böhm-Ermolli. Från Dubno till trakten nordväst om Tarmopol stod direkt under österrikiska härledningen Sydarmén under Felix von Bothmer och 7:e armén under Karl von Pflanzer-Baltin till Rumänska gränsen. Den ryska fronten var uppdelad på tre armegrupper: Från Rigabukten till Disna - norra fronten under befäl av Pavel Pleve bestående av 12:e armén under Vladimir Gorbatovskij, senare under Radko Dimitrijev, 5:e armén under Vasilij Gurko och 1:a armén under Aleksandr Litvinov; från Disna till Pripjet västra fronten under befäl av Aleksej Evert bestående av 2:a armén under Smirnov, 10:e armén under Ratkievitj, 4:e armén under Rogoza, 3:e armén under Lesch; och från Pripjet till Rumänska gränsen sydvästra fronten under befäl av Nikolaj Ivanov, från april 1916 ersatt av Aleksej Brusilov, bestående av 8:e armén under befäl av Aleksej Brusilov, från april ersatt av Kaledin, 11:e armén under befäl av Sacharov, 7:e armén under befäl av Tjerbatjev och 9:e armén under befäl av Platon Letjitskij. Centralmakterna förfogade över 600.000 man på norra frontavsnittet och 500.000 på södra medan Ryssland förfogade över 1.600.000 man på norra frontavsnittet och 800.000 man på det södra.
De tysk-österrikiska trupperna på östfronten var vid denna tid mindre än halva numerären mot den ryska armén. Den omringningsmanöver som Hindenburg hade hoppats kunna genomföra blev under de här förhållandena omöjliga och centralmakterna tvingades hålla sig på defensiven. Ententermakterna å sin sida avsåg att inleda en offensiv, för att få Tyskarna att överföra fler trupper från Västfronten och därigenom underlätta anfallet mot Verdun. Man hoppades även kunna få med Bulgarien i kriget på sin sida. Av hänsyn till Italien valdes frontavsnittet söder om Rokitnoträsken som det avsnitt där anfallet skulle sättas in. Samtidigt skulle trupperna norr därom bindas genom kraftiga skenattacker. Uppdraget till genomförandet gick till general Aleksej Brusilov, som i april 1916 efterträtt Ivanov som armégruppschef.
I juni 1916 vann trots svårigheterna en rysk armé under Aleksej Brusilov en betydelsefull seger över de österrikisk-ungerska trupperna på det södra frontavsnittet. Betydelsefullt blev även att Rumänien nu fann tidpunkten gynnsam att träda in i kriget mot Österrike-Ungern. Priset för segrarna blev dock högt. En miljon man kunde ersättas, men inte den förlorade krigsmaterielen. Efter Brusilovoffensiven saknade så gott som alla ryska arméer förmåga att genomföra eller ens försvara sig mot en storoffensiv.

## 1917
Den ryska revolutionen påskyndade det ryska nederlaget. Efter tsarens fall i mars 1917 försökte den liberala regeringen fortsätta kriget men misslyckades. Under sommaren och hösten 1917 deserterade ungefär en miljon av frontarméns 7 miljoner man. Efter oktoberrevolutionen inledde bolsjevikerna förhandlingar med Tyskland som ledde till ett vapenstillestånd i december 1917.

## 1918

### Centralmakternas offensiv in i Ryssland
Under det fredsförhandlingarna i Brest-Litovsk pågick, utan att tills vidare - på grund av sovjetregeringsrepresentanten Lev Trotskijs "förhalningspolitik" - leda till något resultat, avslöt centralmakterna den 9 februari där en separatfred med den nya staten Ukraina. Detta hade till följd att Trotskij följande dag avbröt underhandlingarna, förklarande, att krigstillståndet hade upphört. Tillika anbefalldes, att de ryska trupperna skulle utrymma sina ställningar vid fronten och demobilisera, vilket dock inte skedde på alla delar av fronten. Då sovjetregeringen inte ville underteckna något fredsfördrag, uppsade tyska regeringen vapenstilleståndet den 10 februari och återupptog stridshandlingarna i Operation Faustschlag. Den 18 februari ryckte armégruppen Eichhorn fram med 10:e armén (armégruppschefen) på högra flygeln, arméavdelningen D (Friedrich von Scholtz) i mitten och 8:e armén (Günther von Kirchbach), tillsammans omkring 25 infanteri- och 4 kavallerifördelningar, på vänstra flygeln från linjen Vilna-väster om Dünaburg-Riga genom Vitryssland, Litauen och Livland samt vidare över det frusna Moonsund in i Estland. Ryssarna gjorde inget nämnvärt motstånd. Under tiden 23 februari-3 mars nådde tyskarna linjen Polotsk (väster om Vitsebsk-Pskov-Narva) och stod således endast 135 km från Sankt Petersburg. Det tagna bytet var ofantligt. Sovjetregeringen skyndade sig nu att sluta fred. Genom freden i Brest-Litovsk den 3 mars 1918 erkände Ryssland de så kallade randstaterna, varjämte Vitryssland skulle hållas besatt av tyska trupper, tills världsfreden slutits.
Emellertid hade ryska i Ukraina kvarvarande trupper börjat hemsöka befolkningen, plundrande och rövande samt utbredande bolsjevistiska läror. Landets regering vände sig då till centralmakterna med anhållan om hjälp, vilken beviljades. Den 18 februari ryckte armégruppen Linsingen (omkring 20 fördelningar) genom Volynien och, på dennas högra flygel, armégruppen Böhm-Ermolli (omkring 18 fördelningar) genom Podolien och Bessarabien in i Ukraina. Tillika ryckte tyska trupper (2 fördelningar), under Alexander von Linsingens befäl, från Moldau längs Svarta havets kust mot Odessa. De förbundna trängde oavbrutet framåt under strider med ryssar, "röda garden" och tjeckoslovaker. Den 1 mars besattes Kiev och den 13 mars Odessa. Till in i juni hade de lagt under sig större delen av landet med Krim och nått ända till Novotjerkassk vid Don. Den 1 april hade fältmarskalken Hermann von Eichhorn övertagit överbefälet över den tyska armégruppen. Sedermera förordnad till generalguvernör, blev han den 1 juli mördad i Kiev. Visserligen lämnade Ukraina en del livsmedel till de allierade, som på grund av ententemakternas blockad var i största behov därav, men de gjorda uppoffringarna för landets besättande stod inte i förhållande till vinsten, varförutom ett stort antal trupper, som kunnat få bättre användning på västfronten, bands såväl här som i norra Ryssland. I samband med revolutionen i hemlandet utrymde tyskarna åter Ukraina på hösten.
Även det sedan den 4 december 1917, då självständighetsförklaringen utfärdades, från Ryssland lösslitna Finlands regering påkallade Tysklands hjälp för kuvande av det röda, av ryska sovjetregeringen med trupper och materiel understödda upproret. Hjälpen beviljades. Den 3 mars landsattes ett detachement vid Eckerö på Åland, där en operationsbas gjordes i ordning, varpå de tyska truppernas huvudstyrka, bestående av l infanterifördelning under befäl av general Rüdiger von der Goltz, den 3 april landsattes vid Hangö och ryckte fram mot det av de röda besatta Helsingfors. Med tillhjälp av en tysk eskader intogs huvudstaden den 12 april. I samband med de under general Gustaf Mannerheims befäl stående finska ("vita") regeringstrupperna - till vilka även den av frivilliga bildade "svenska brigaden" hörde -, som ryckte fram från Tavastehus, Åbo och Viborg, omringades den röda huvudstyrkan, 25 000 man, den 29 april mellan Tavastehus och Lahtis och tvangs efter tre dagars strider att sträcka vapen den 2 maj.
Försök av engelska och franska truppavdelningar, som landsatts på Murmanskkusten, att längs Murmanskbanan tränga fram till krigsskådeplatsen i Finland avvisades av finska och, egendomligt nog, även av ryska trupper.